# Carl Norden
Carl Lucas Norden (geboortenaam Carel Lucas van Norden) (Semarang, Java, Indonesië, 23 april 1880 – Zürich, Zwitserland, 14 juni 1965) was een Nederlands-Amerikaans ingenieur.

## Loopbaan

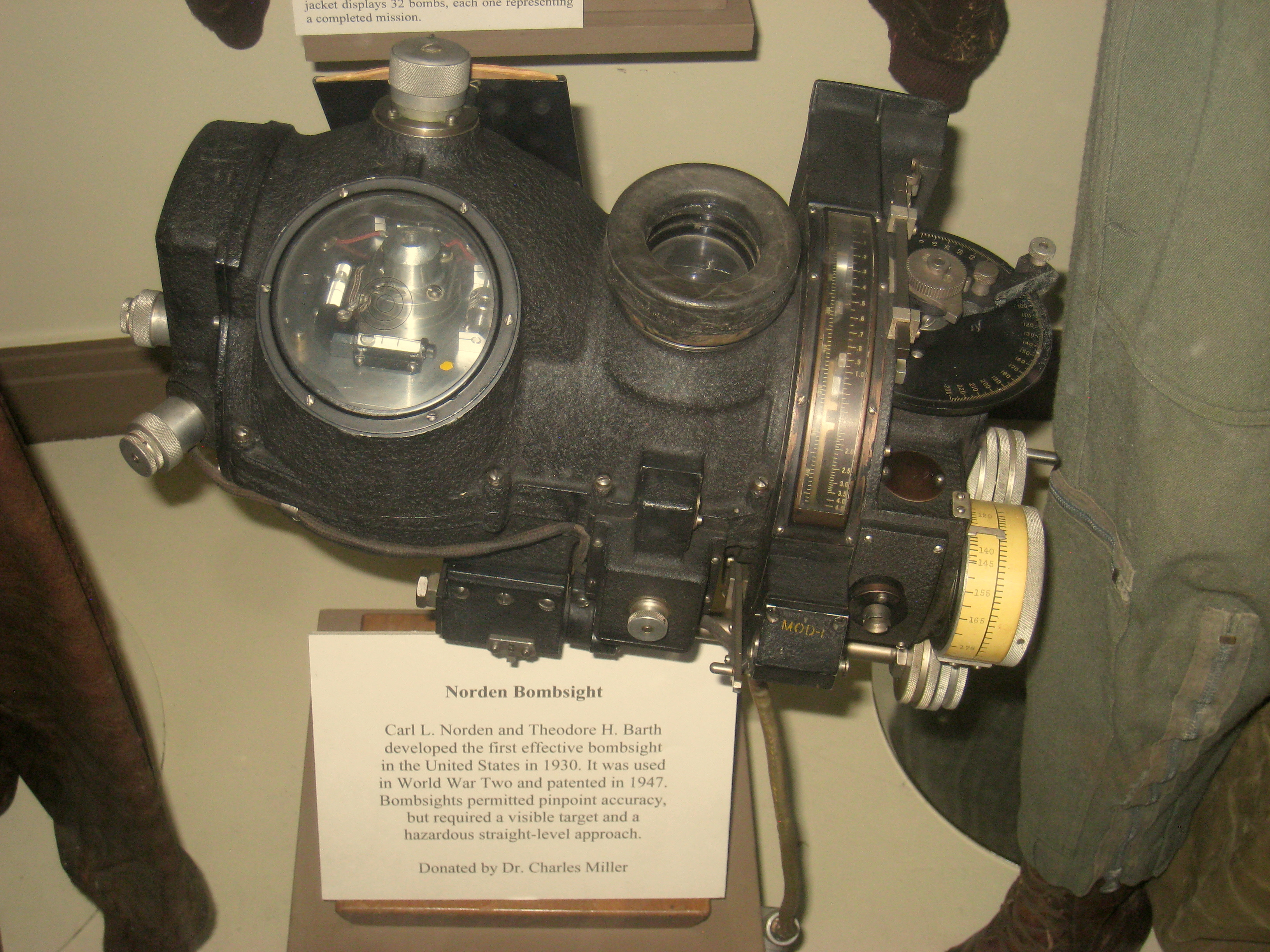
Norden bombsight

Na het volgen van een opleiding op een internaat in Barneveld studeerde hij aan de Eidgenössische Technische Hochschule in Zürich. Norden emigreerde in 1904 naar de Verenigde Staten.
Samen met Elmer Sperry werkte hij aan de eerste gyrogestabiliseerde richtapparatuur voor Amerikaanse schepen en hij werd bekend door de bijdrage aan de ontwikkeling van militaire apparatuur. In 1913 verliet hij Sperry en begon een eigen bedrijf. In 1920 begon hij aan de ontwikkeling van de Norden bombsight; een bommenrichtsysteem voor de Amerikaanse marine voor gebruik in vliegtuigen. Het eerste systeem werd in 1927 geproduceerd en kon gebruikt worden om bommen accuraat te laten vallen. Vanaf een hoogte van zeven kilometer kon men een dertig meter grote cirkel raken. Echter onder oorlogsomstandigheden werd deze nauwkeurigheid nooit gehaald. De Norden bombsight werd uitgebreid gebruikt door Amerikaanse vliegtuigen gedurende de Tweede Wereldoorlog en de Koreaanse Oorlog.